# Paraguay TV
Paraguay TV es un canal de televisión abierta pública paraguayo. Es el primer canal en trasmitirse a través de TDT en el país y, a la vez, el primer canal cuyo propietario es el Gobierno de Paraguay.
Su programación está enfocada a la difusión de noticias estatales, siendo el único canal del país con más de 8 horas diarias de noticiarios en vivo.

## Historia
En el marco de los festejos por el Bicentenario de la Independencia de Paraguay, el 14 de mayo de 2011 se inauguró el nuevo canal del Estado paraguayo denominado TV Pública Paraguay, siendo el canal más moderno del país. La inauguración consistía en el primer paso para la puesta en marcha del proyecto televisivo que salió al aire el 15 de agosto de ese mismo año. Entre el 15 de agosto y el 11 de diciembre de ese mismo año mantuvo una grilla provisoria. El 29 de octubre del mismo año tuvo su primera transmisión Oficial, con el seguimiento en vivo y en directo de la XXI Cumbre Iberoamericana celebrada en Asunción (Paraguay), el cual se pudo ver por el canal 14 (Analógico) y el canal 15.1 (Digital) de TDT y para todo el mundo a través de su satélite Intelsat.
Para el 10 de diciembre de 2011 siendo el segundo día del Encuentro de Comunicadores del Estado (ECOE), se inició con la presentación de la grilla de programaciones del canal, y también anunció que saldrá al aire con su transmisión oficial a partir del lunes 12 de diciembre de ese año.
El 16 de agosto de 2013, cambia de imagen corporativa y de nombre.
En diciembre de 2015 la emisora estatal de televisión Paraguay TV se encargó de generar la señal y las imágenes limpias a disposición libre y gratuitamente, de la XLIX Cumbre del Mercosur para todos medios de televisión nacional e internacional desde el Centro de Convenciones de la Confederación Sudamericana de Fútbol.
En mayo de 2016 Paraguay TV anunció oficialmente que sería el único canal de aire en transmitir todos los encuentros de la Copa América Centenario, desde las diferentes ciudades de Estados Unidos. La señal fue generada por Unicanal que cedió los derechos de transmisión de los partidos a Paraguay TV.
En diciembre de 2016 y enero de 2017 en coproducción con Telefuturo Paraguay TV fue el canal oficial del Rally Dakar siendo el único canal paraguayo en ofrecer más de 100 horas de espacio en pantalla dedicada exclusivamente a la competencia.
Desde el 13 de octubre de 2017, Paraguay TV se encontraba disponible en la plataforma de televisión digital terrestre de Argentina en el dial 22.3 a nivel nacional por medio de la empresa pública estatal Radio y Televisión Argentina S.E.. A diferencia de la señal disponible en Paraguay, dentro de la plataforma argentina, el canal emitía en la relación de aspecto 4:3 por medio del pan and scan, que supone una pérdida de imagen ya que se le recorta los extremos laterales para que pueda caber en un televisor de tubo de rayos catódicos.
Desde mediados de julio de 2018 fue activada la torre retransmisora de la señal en la ciudad cercana a Asunción, San Lorenzo en el canal 15 UHF virtual 32.2 y 32.3 provocando una gran interferencia en toda la capital debido a que interfería con la señal de Asunción que de la misma manera transmite en el canal 15 UHF virtual 15.1 y 15.2 en la TDT de ese país.
El 14 de agosto de 2018 la señal cesó sus emisiones en la plataforma de la TDA Argentina, dejando su lugar vacante y durante 9 meses, el canal fue reemplazado por Mirador pero años después el 1 de octubre de 2022, Mirador fue reemplazado por el canal Aunar.
El 1 de octubre de 2022 hasta el 15 de octubre de 2022 fue el único canal paraguayo en emitir los Juegos Suramericanos en vivo.
El 15 de marzo de 2023, se informó que en la noche del 14 de marzo Paraguay TV salió del aire por fallas en el sistema de alimentación ininterrumpida (SAI). Además, se agregó que este sistema habría explotado, por lo que todo el sistema eléctrico desde el generador al canal no realiza la función de automático, dejándolo sin energía. Según funcionarios del mismo canal, el sistema es «viejo» y que, según la viceministra de Comunicación, Alejandra Duarte Albospino, «no hay presupuesto para adquirir uno nuevo».

## Paraguay Noticias

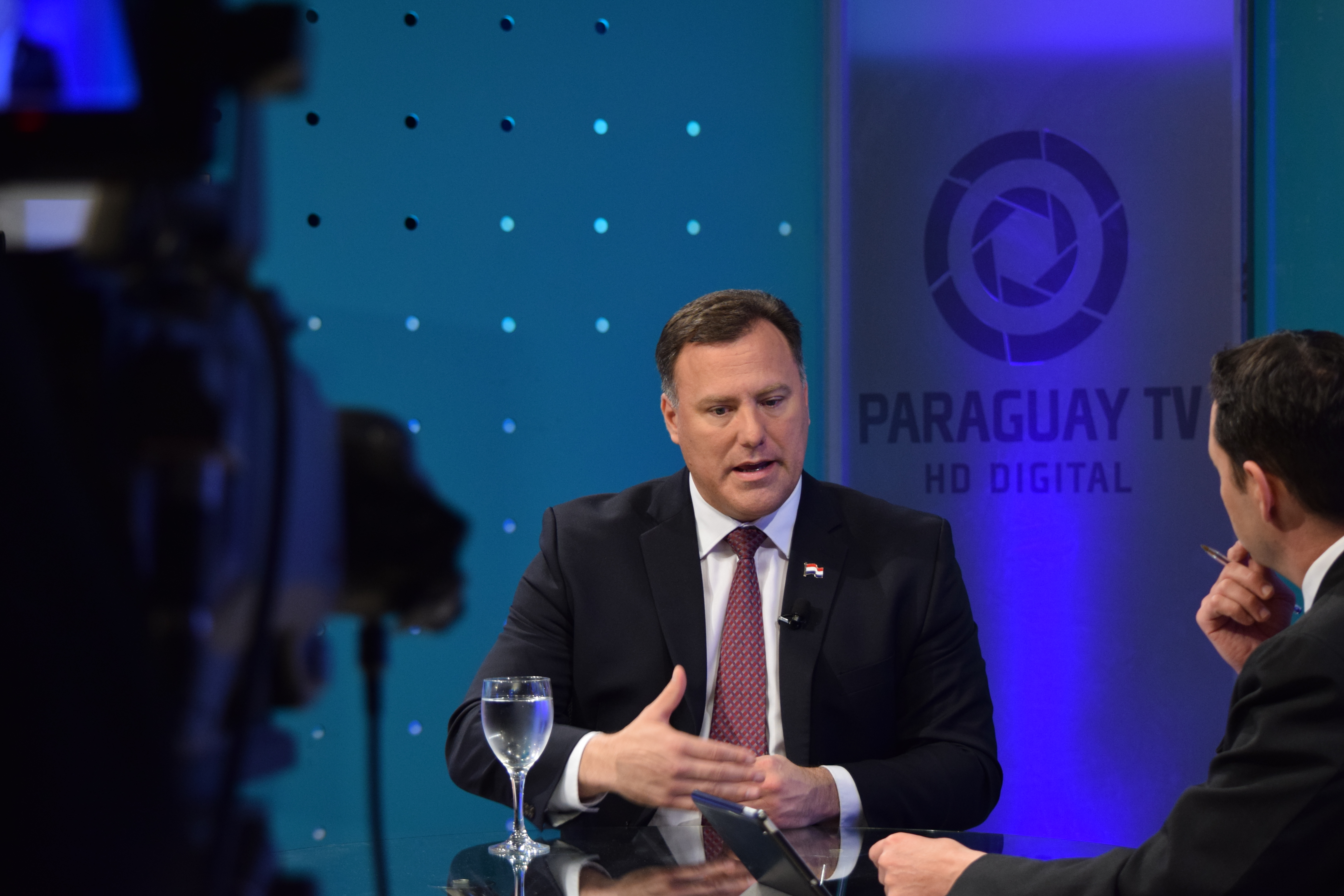
Ministro de Obras Públicas durante una entrevista en el estudio central del canal.

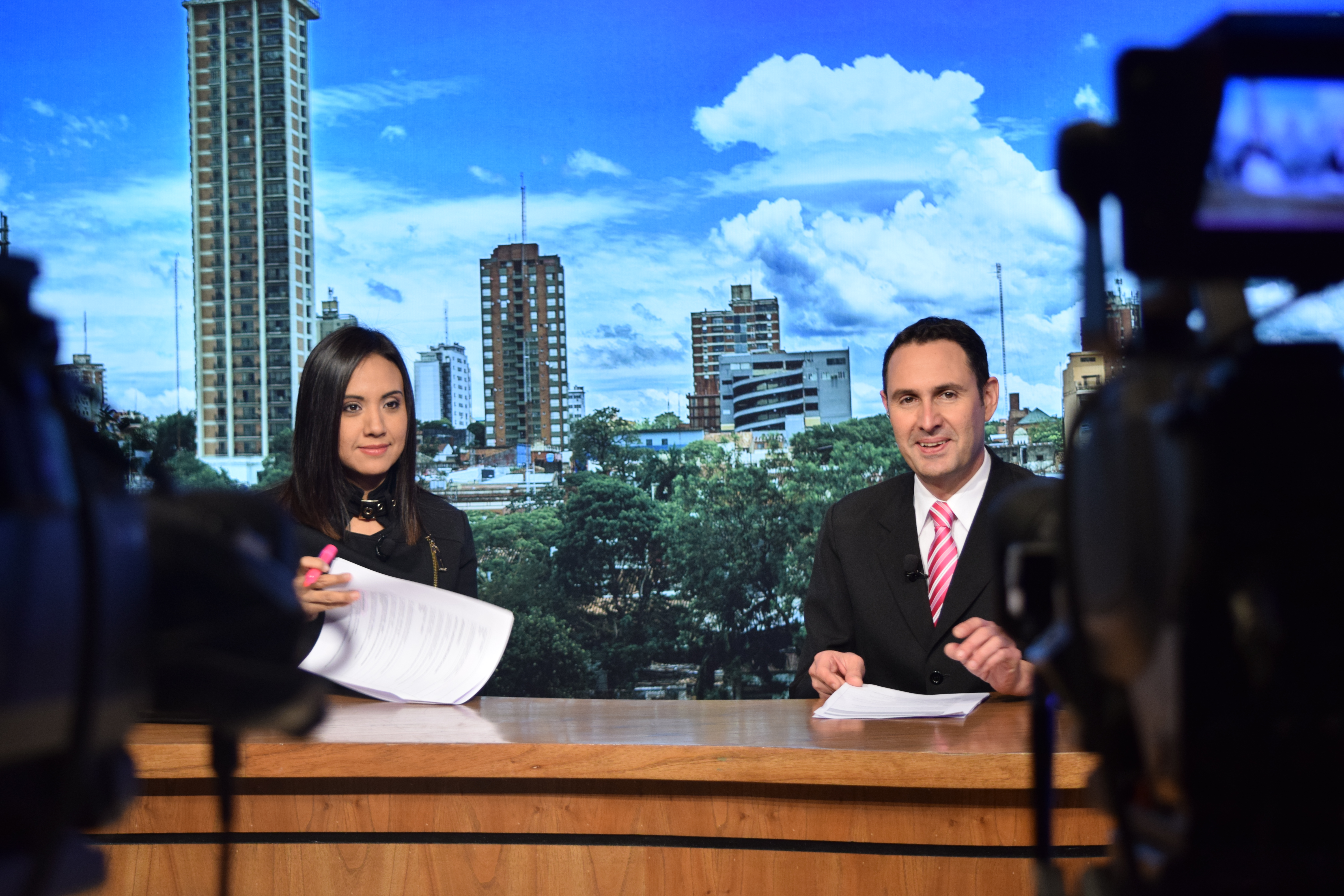
Los conductores del noticiero Paraguay Noticias durante una pausa comercial

En marzo de 2015, el servicio informativo Paraguay Noticias, cumplió su primer aniversario como un noticiero de 8 horas diarias de lunes a viernes, especiales los fines de semana y programas exclusivos en guaraní, los que en total, suman más de 2.000 horas de información brindadas en un solo año.
La decisión de apuntar a un canal informativo, fue la primera iniciativa del entonces ministro de la Secretaría de Información y Comunicación, Fabrizio Caligaris Ramos, quien en agosto de 2013, días después de asumir el cargo, tomó la decisión de presentar al canal como un medio informativo, al inicio con 3 horas, luego 6, hasta consolidar las 8 horas de información diaria.
Diariamente el equipo de Paraguay Noticias que va desde los conductores, productores y técnicos preparan el noticiero que se emite desde las 13:00 a 14:00 con Ernesto Almada, Matías Aranda y un gran equipo de cronistas que cubre el curso de la información al instante.

## Logotipos

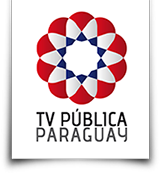
2011-2013
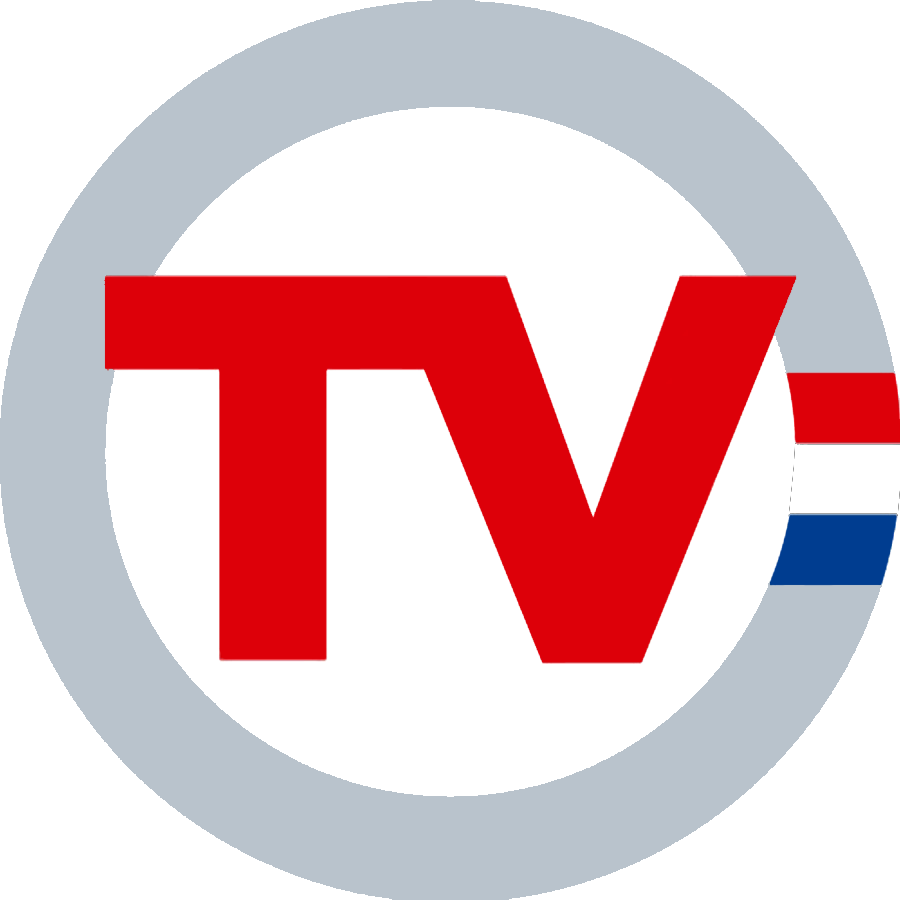
Desde 2018 (logo en pantalla)
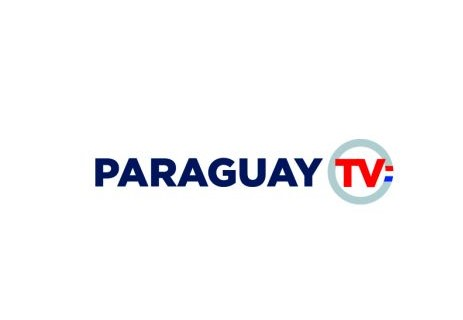
Desde 2018 (logo alternativo)

## Eslóganes
- 2011-2013: Jajotopá (Nos encontramos)
- 2011-2013: Nuestras historias
- 2013-2019: Creciendo Juntos
- Desde 2019: Más cerca tuyo